# Boverkets byggregler
Boverkets byggregler, BBR, är en samling av föreskrifter och allmänna råd som fastställs av Boverket och gäller svenska byggnader från och med 1 juli 2025.
BBR ersätter Gamla BBR med en övergångsperiod fram till och med 1 juli 2026, under vilken både gamla och nya BBR får tillämpas.
I PBL, PBF och Boverkets byggregler finns samhällets minimikrav på det som byggs.
BBR är indelat i följande författningar:
1. Aktsamhet Boverkets föreskrifter om aktsamhet vid bygg-, rivnings- och markåtgärder[2]
2. Bostäders lämplighet Boverkets föreskrifter om bostäders lämplighet för sitt ändamål[3]
3. SHB Boverkets föreskrifter och allmänna råd om säkerhet i händelse av brand i byggnader[4]
4. BSB Boverkets föreskrifter och allmänna råd om bärförmåga, stadga och beständighet i byggnader m.m.[5]
5. HHM Boverkets föreskrifter om skydd med hänsyn till hygien, hälsa och miljö samt hushållning med vatten och avfall[6]
6. SBM Boverkets föreskrifter om skydd mot buller i byggnader[7]
7. SÄK Boverkets föreskrifter om säkerhet vid användning av byggnader[8]
8. Tillgänglighet och användbarhet Boverkets föreskrifter om byggnaders tillgänglighet och användbarhet för personer med nedsatt rörelse- eller orienteringsförmåga[9]
9. TOM Boverkets föreskrifter om krav på tomter m.m.[10]

## Kritik
Reglerna från 2025 har fått omfattande kritik för sänkt byggstandard. Rum har inget krav på fönster för att räknas som boyta och kravet på minimal takhöjd har tagits bort.